# Промоноцит

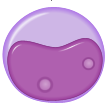
Промоноцит

Промоноцит (или премоноцит) — это клетка моноцитарного ростка костного мозга, происходящая от монобласта и развивающаяся далее в моноцит и затем в зрелый макрофаг.
Клетка промоноцита похожа на клетку монобласта, имеет тонко извитое, свернутое или желобчатое ядро с мелкодисперсным хроматином, небольшим слабо выраженным или отсутствующим ядрышком и мелко гранулированной цитоплазмой. Для установления диагноза острого лейкоза Всемирная организация здравоохранения рекомендует суммировать монобласты и промоноциты.

## Дополнительные изображения

Схема гемопоэза у человека